# Phiala albida
Phiala albida är en fjärilsart som beskrevs av Carl Plötz 1880. Phiala albida ingår i släktet Phiala och familjen Eupterotidae. Inga underarter finns listade i Catalogue of Life.